# Boule de gomme

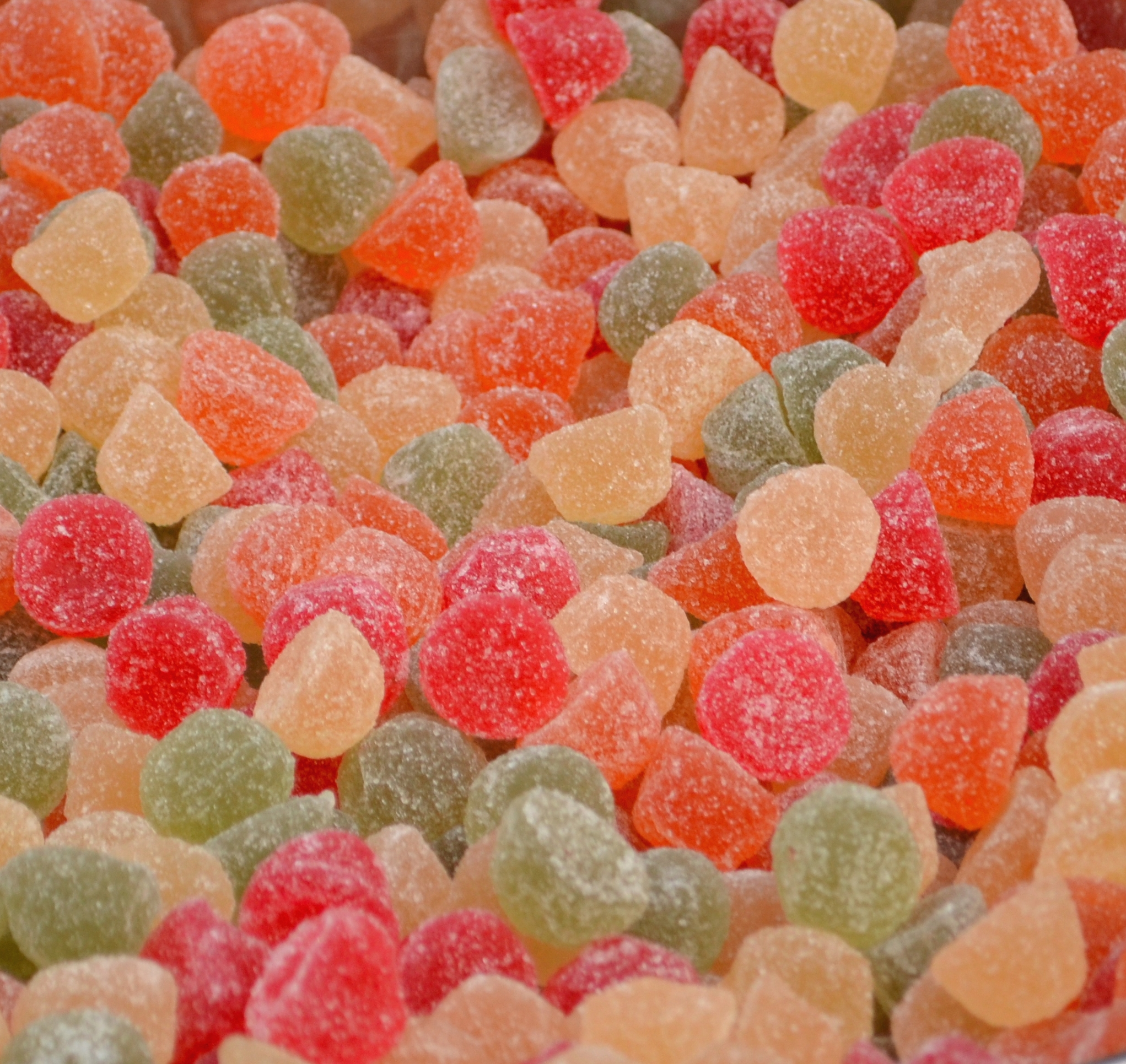
Boules de gomme parfumées aux fruits et de diverses couleurs, roulées dans du sucre semoule.

Une boule de gomme est un bonbon fait de sucre et de sirop éventuellement parfumé et coloré, auquel est ajouté de la gomme arabique ou de la pectine. De forme sphérique ou en dôme, ce bonbon a en général la taille d'une bille de un à deux centimètres de diamètre.